# Trisetum irazuense
Trisetum irazuense är en gräsart som först beskrevs av Carl Ernst Otto Kuntze, och fick sitt nu gällande namn av Albert Spear Hitchcock. Trisetum irazuense ingår i släktet glanshavren, och familjen gräs. Inga underarter finns listade i Catalogue of Life.